# 唐俭

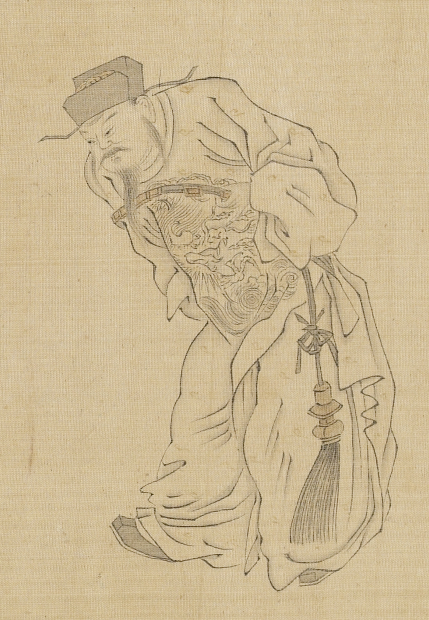
唐俭

唐儉（579年—656年10月26日），字茂约，并州晋阳县人。唐朝凌煙閣二十四功臣之一，諡襄，賜陪葬昭陵。

## 生平
祖父唐邕为北齊大臣，其父唐君彻與唐高祖李淵為世交。在隋朝以左勋卫起家。參與李淵太原起兵。武德元年（618年），升為中書侍郎。唐初之時，唐儉與永安王李孝基等人被劉武周俘獲，獄中從元君實口中得知獨孤懷恩要造反。時獨孤懷恩駐守蒲州，唐儉遣人揭發獨孤懷恩謀反。李世民擊破劉武周後，唐儉拜禮部尚書，授天策府長史，封莒國公，被特賜免死罪一次。
貞觀初年，一面派唐儉為使說降東突厥，一面派李靖進軍。李靖奇襲東突厥，生擒頡利可汗，唐儉於亂軍之中逃生，后授民部尚書（参见唐与突厥的战争）。因怠於政事貶官。高宗永徽初年，致仕于家，加特进。顯慶元年（656年）病故，年七十八岁，追赠開府儀同三司、并州都督，諡曰襄，陪葬昭陵。

## 家族
- 高祖父：唐岳，后魏肆州长史
- 曾祖父：唐灵芝，北齐尚书右仆射，司空公，
- 祖父：唐邕，北齐侍中，尚书左、右仆射，尚书令，录尚书事，晋昌王
- 父亲：唐君彻，北齐中书舍人、散骑常侍，隋戎、顺二州刺史，晋昌郡公，唐赠太常卿
- 夫人：河南元氏，毛州司马元行儒之女，封莒国夫人
- 兄：唐宪，字茂彝
- 兄：唐茂纯
- 兄：唐茂琅
- 弟：唐敏，字季卿，司农寺长乐监
  - 女：唐惠儿
- 子：唐松齡，太常卿
- 子：唐蒙，臨涇府折衝
  - 孙：唐循，奉膳大夫
  - 孙：唐睦
- 子：唐同人，司農少卿
  - 孙：唐踐貞，揚州都督府參軍
  - 孙：唐元珍
- 子：唐嘉會（隋大业十年（614年）—唐仪凤三年正月六日（678年2月2日）），名河上，字嘉会，忻州刺史，上元三年为殿中少监，卒于西都大宁里之官舍，年六十五。夫人元万子，祥州刺史元务整之第二女，显庆二年十二月三日（658年1月12日）卒，后娶阎立德女阎氏（贞观十一年（637年）—载初元年十一月八日（690年10月15日））。嗣子从心。
  - 孙：唐從心，殿中監
    - 曾孙：唐昕，鴻臚卿
    - 曾孙：唐晙，太常少卿。神龙中，娶太平公主女，先天中为太常少卿，坐与太平连谋，伏诛。
    - 曾孙：唐晦
    - 曾孙：唐晞

  - 孙：唐簡心，洛州司錄參軍
    - 曾孙：唐昭，河南尹
    - 曾孙：唐曜，寧王府別駕

  - 孙：唐啟心，綿州刺史
    - 曾孙：唐暉
    - 曾孙：唐晤
    - 曾孙：唐暄，義王府戶曹參軍
- 子：唐善識，尚唐太宗女豫章公主，为驸马都尉。
- 子：唐观，字黃若，祕書監，有文集三卷。
  - 孙：唐建初
  - 孙：唐建亭
  - 孙：唐般若，趙州司馬
    - 曾孙：唐諲

  - 孙女：唐孺人，唐睿宗后宫
- 子：唐授衣，汝州司馬
  - 孙：唐恕，扶溝丞
  - 孙：唐志
  - 孙：唐
  - 孙：唐懿
  - 孙：唐怤

## 唐俭碑与墓志铭
唐俭碑，原立于唐显庆元年（656年），因原碑断裂，开元二十九年（741年）二月重新刊刻，原存于陕西醴泉县昭陵内的唐俭墓前，1975年移入昭陵博物馆。碑身首高3.60米，下宽1.20米，厚34厘米。碑额篆书，题“唐故特进莒国公唐府君之碑”十二大字。碑文正书，共40行，满行85字。碑上端部份文字尚为清晰，其余均被鏨损毁坏。

〇〇〇〇特进户部尚书赠开府上柱国莒公碑

　　〇〇〇〇〇位，哲後膺千载之期；惟岳降神，贤臣承五百之运。是以轩邱御纪，风力赞其鸿基；妫汭乘时，稷契匡其景化。（缺三十二字）彝伦（缺九字）则，声高彦伯之〇，功〇孟坚之表，见之开府莒公矣。公讳俭，字茂约，太原晋阳人也。若夫穷微知远，高辛之化阐缃；〇〇日望，云（阙二十字）符〇〇忠恕之道，徽烈〇〇〇〇〇〇〇於後昆。备在〇〇〇〇言矣。高祖岳，後魏肆州刺史。禁止令行，有伯山之威福；垂训起学，迈仲〇之礼〇。曾祖灵芝，齐赠尚书右仆射、司空公（缺十六字）挺于千寻，未骋足于（缺八字）。祖邕，侍中、中书监、左右仆射、尚书令、录尚书事、晋昌王，抱廊庙之材，怀公辅之器。同傅险之感梦，类滋泉之入兆。参〇〇〇，谋预经纶。〇〇〇高〇〇绩〇〇〇。〇九命之崇班，享万钟之高秩。父鉴，齐中书舍人、通直散骑常侍、隋武贲郎将、戎顺二州刺史、晋昌郡公，皇朝赠太常卿，台司令胤，宰门华胄，公侯奕代，簪绂〇光。礼缛七叶之貂，荣〇九〇之〇。公气（缺七字）资〇〇以成性，〇〇德以立身。文总九流，〇〇〇〇。藻〇丽於翰苑，雄〇〇于谈叢。行地方驰，则遗风追雷；冲天将举，则切汉摩霄。合浦腾晖，色映朱轓之乘；丽水〇彩，光照赤城之峰。逸气纵横，雄才高于管乐；奇谋（缺八字）。寔〇伦之轨仪，信衣冠之表〇。〇〇解褐左勋卫。昔长卿〇为武骑，职未当才；亭伯之宰长岑，位不充量。以今方古。彼此一时，属炎政风颓，寰宇幅裂。边服扰〇〇之巨寇，中原〇触山之丑徒。〇〇〇〇，痛深飘杵。公〇黄星〇曜，识梁沛之真人；见彤云〇〇，〇芒砀之奥〇。未建升〇之策，遽会盟津之期。先君昔在有隋，与高祖连〇，〇敦莫逆，契若断金。虽〇〇〇王〇故〇，卢绾〇公之同里，以今方故，彼何足道。〇〇〇〇〇〇展〇水〇师之〇。〇左待士，侧席思贤。〇〇〇隐太子至晋阳，高祖初申通家之交好，次论天下之横流。公奏前载之废兴，及列代之成败，笑夷吾之九合，〇孔明之三分。既〇〇于〇〇，遂〇谋于〇〇。〇〇〇之〇〇〇，似汉高之遇子房。时属经纶，本资〇〇。〇〇有陈琳殊健之笔，王粲宿构之才，任以文房，实谐众望，拜大将军府记室，加正议大夫。尔乃日〇〇〇，已临鹿塞。温〇〇〇，将度龙城。汉〇〇〇，〇〇尽〇。人情怠〇，〇〇〇〇。公虚〇〇〇〇〇〇〇河之易趋，乃命方邵之将，帅贲育之兵。千〇〇〇，万骑波属，拔西河如拉朽，发并部若搴瓴。行至吕州，秋潦遂降。粮〇断绝，泥淖〇深。（缺十一字）战旋师，方谋后举。太宗云：“机不可失，时不再来。傥使官渡息兵，破袁之军未卜；洪沟若割，灭项之日未期。既镜良规于前，（阙十一字）”高祖〇〇圣虑〇〇，遂使公（阙七字）士〇〇于〇〇〇老生如〇掌下〇〇〇〇〇。虽曲逆六奇，薛〇三策，何以加之。以功拜右光禄大夫，授渭北道行军司马，元帅即文皇帝焉。运玄女三宫之法，陈黄石一卷之书，或面水背山，或先偏后伍。鼓角鸣厚地，旌旆彗高天。〇〇〇〇威踰（阙三十一字）夏之〇，平城之勋，公居其最，进右光禄大夫，封新城县公，寻改为晋昌郡公，食邑二千户。暨受终文祖，肆类繁昌，叙拨乱之功，〇〇〇之〇。〇〇〇之右，赞〇〇之〇，加散骑常侍，正三品，行中书侍郎。赐以铁券，罪祐一死。画图凌烟阁。珥笔掖垣，飞〇纶阁。〇〇於兹逾浚，鸡树所以增华。昔孔演宏才，将元规而并列；王浚恬畅，与真长而共昇。今古相方，异代俱同。（阙八字）。昔东京佐命，誉播云台；〇汉〇〇，〇〇驎阁。以今方古，彼独何〇。刘武周〇〇荡之〇，〇控弦之众，窃九五之位，窥万乘之尊，剽邑屠城，裂冠毁冕。高祖批患释难，拯溺〇残，命右仆射裴寂受〇陈师，〇〇〇〇。三〇〇〇，八阵〇空。解人吕崇茂〇命丑徒，同恶相济。公时使〇夏县，遂陷贼庭。公观诸将〇〇人多庸鄙，惟尉迟敬德颇识事机，公示之以安危，告之以成败，涣若冰释，翻然改图。虽有此心，计犹未果。独孤怀恩（阙十三字）贼内上书〇〇〇同〇从〇戮〇。武周平后，诏公为并州道安抚大使，寻拜礼部尚书，赐以怀恩田宅。《云门》《大章》之乐，咸究精微；春诵夏弦之礼，并穷枝叶。李耳通识，素王禀其旧〇；张〇〇〇，〇〇〇其〇〇。春官之职，寔难其人，以公居之，〇有余裕。文帝功齐覆载，绩迈陶钧，既答元勋，必资美称。以上将之位，照灼文昌；天策之名，独映玄象。特诏授太宗文皇帝天策上将。然百寮之任，妙算时英，以公为长史，实谐佥论。寻而逆贼刘闼，拥徒冀北，挻祸燕南。兵〇〇〇，众〇〇〇。雾〇卢龙之塞，云扰白马之津。于时率军出讨，命公监统。而偏裨靡伐谋之略，士卒无摧敌之心。公〇轻〇贼城，以陈利害，不劳飞箭，便下聊城。讵假拔旗，乃倾赵壁。廓清河朔，公有毗〇之功，以公为幽州道安抚大使、幽州道行军总管、定州道安抚大使。〇之以〇〇，〇之以〇〇。后进礼重於弓旋，贪残贬逾〇〇〇。百城〇其懿范，两河仰其风猷。而马邑之酋长，导狼望之凶渠，越彼长城，寇兹晋水。公杖节出使，届於虏庭，具陈华夷之殊，中外斯〇。〇〇垂曜，苍穹所以分〇；〇〇〇〇，〇〇於兹〇野。何必裹粮〇甲，背约违盟；〇〇〇〇区殚，爨鼓染锷。单于纳公此对，翻然改图，榆关寝其爟烽，柳室散其部落。谒长平之〇，入受降之城。〇山谷〇〇公咸置（阙十一字）声。寻兼黄门侍郎，进封莒国公，食邑三千户，实封六百户。除卫尉卿。〇〇寄隆八屯，功彰於〇警；茅胙锡重五等，誓比於山河。三蜀膏腴，九折崇〇。子阳僭号之邑，玄德窃位之都。作镇〇于〇〇，〇城资于右戚。命公〇往，〇〇德人。贞观元年，授使持节都督遂梓普果等五州诸军事、遂州刺史。〇加鸿胪卿、户部尚书，食实封八百户。诏曰：“与卿故旧，可申姻好，徵男尚识尚豫章公主，加光禄大夫、特进。”公忌满诫盈，屡有辞让。奉诏养闲，仍朔望朝参。〇赐俸〇〇〇，一依职事。春秋七十有八，薨于私第。赠开府仪司三同、使持节并汾箕岚等四州诸军事、并州刺史。所司备礼册命，赙绢布一千匹、米粟一千石，陪葬昭陵。赐东园秘器，葬事官给，务从优厚。仍令太常卿、驸马都尉萧锐监护，使礼部侍郎陆敦信为副，〇〇〇葬往还，并为立碑。〇〇〇夫人河南元氏，考行儒，毛州司马，封莒国夫人。维皇唐开元廿九年公曾孙将军、守右金吾卫大将军云麾将军、上柱国（阙三十五字）之孝〇〇〇物，记事〇大，充建皇考户部尚书、开府、莒国公神道碑，礼也。祭统曰：子孙之守宗庙，孝先祖，无美而称是诬也。有而不知不明也，知而不传不仁也。此三者君子耻之。〇〇〇原追〇〇〇〇祖曰孝著累代〇铭不足之言〇〇伯碑〇。〇〇既毁，重饰丹青；〇〇〇焚，更刊琬琰。追崇之义，有自来矣。〇〇〇孝子〇孙 ，（阙十六字）并不容〇〇之高。君子道消，遽见〇〇之〇。（阙九字）。四气迴环，阙蒸尝之荐。贞石断裂，〇〇〇泪之〇；黄绢将〇，谁辩受辛之妙。属〇〇〇朗，拔滞甄遗，既阴德之盈〇，乃公侯之〇〇。〇〇〇〇〇勋胄载光〇邦〇〇连〇，于斯为〇而〇，况（阙十二字）立人〇极〇王大。经超三台之上，阶冠五等之尊。〇没而不朽，传带砺於山河。吾〇〇归〇同盟〇窆穸（阙四十五字）遥分於祭仲。韦丞相之祖业，不待饰于兰台；陈太邱之家风，命直书於孺子。从孙〇欢承嘉命，追述徽音。攄词〇〇，岂〇〇〇。其铭曰：

〇〇〇〇，〇〇〇〇。〇〇〇〇，〇气为〇。〇微变〇，万国崩沦。匈匈闘虎，〇〇〇〇。

西〇亡羊，中原逐鹿。〇圣提剑，群雄〇〇，旗鼓雷〇，〇〇〇〇。〇山〇〇，〇〇〇〇。

〇〇〇〇，〇〇〇〇。〇〇〇〇，〇〇〇〇。〇〇〇〇，〇〇〇〇。〇〇〇〇，〇〇〇〇。

〇〇〇宠，〇社〇尊。龙剑袨服，熊戟〇〇。〇〇论道，启沃〇〇。〇〇固本，长〇〇源。

德盛〇势，〇〇〇〇。〇〇〇〇，〇〇〇〇。〇〇〇〇，〇〇〇〇。〇〇〇〇，〇〇〇〇。

敌灭身退，功成〇〇。〇〇〇〇，〇〇〇〇。〇〇〇〇，〇〇〇〇。〇〇〇〇，〇〇鏨沼。

听鸟观鱼。福兮所倚，祸生有胎。兆闻蚁闘，夜梦琼环。〇〇东岳，天〇中〇。道修运〇。

〇〇〇〇，〇〇〇〇。〇〇〇〇，〇〇〇〇。〇〇〇〇，〇〇〇〇。〇下〇〇，松〇〇〇。

〇〇〇〇，〇〇〇〇。〇〇〇〇，群邪构惑。忠正〇〇，贤〇〇〇。霜露〇〇，〇〇〇〇。

碑版缺文，人焉观德。〇孙（阙三十二字）

唐俭墓志铭和志盖，1978年3月出土于醴泉县北屯乡西页沟村东南约400米处的唐俭墓中。志盖厚12.1厘米，底边长73.2厘米，盖面篆书“大唐故开府仪同三司特进户部尚书上柱国莒国公唐君墓志”，四周为四杀饰四神。志石边长73.2厘米，厚11.6厘米，许敬宗撰文，正书46行，满行45字，四侧装饰十二生肖。

大唐故开府仪同三司特进户部尚书上柱国莒国公唐君墓志铭并序

　　礼部尚书高阳郡开国公许敬宗撰

　　公讳俭，字茂约，太原晋阳人也。其先出白帝喾，是生放勋，绵瓞克昌，濬源长发。夏御周、杜，皆分若木之华；楚勒郧、羌，各挺词林之秀。伯高饬行，位极文昌。儒宗创谋，竟凌天堑。焕前王之典册，光列代之油缃。事可徵於博闻，此无得而称矣。高祖岳，後魏肆州刺史；曾祖灵芝，齐赠尚书右仆射、司空公；并仁惠笃诚，孝友温裕。与景山而并峻，仰者不究其端；含大壑而齐深，挹者罔穷其际。祖邕，侍中、中书监、左右仆射、尚书令、录尚书事、晋昌王，任叙朝伦，功参乾构。机钤盈握，□蔡攒其寸襟；日月在躬，山龙缛其章服。父鉴，齐中书舍人、通直散骑常侍，隋武贲郎将、戎顺二州刺史，晋昌郡公，皇朝赠太常卿、上柱国，高梁鼎胤，累袭缨緌。亟涉兴亡，并参绅绂。故能道继前哲，功垂後大。公含中和之粹气，发辰象之贞明。量韫江河，表崇山岳。立言无择，树德不孤。光彩外融，清晖内湛。经文纬武之艺，出自生知；穷幽洞微之略，先几必照。泳其流者，喻涉海若之津；窥其仞者，类觌河宗之隩。昭昭焉如澄波之含万象，烂烂然等清汉之悬七曜。故能声腾四表，心洞六幽。群材俟其雕劂，众物归其领袖。若乃少年志意，情仚风云；弱冠沉深，气干霄汉。闻鸡暗舞，庶社鸣之有徵；策马登高，思祖德之无坠。释褐勋卫，委之如脱遗；耻居执戟，投绂而高跇。惟先君於曩昔，经联采於武皇。早识砀山之云，阴从卯金之谶。仰瞻聚纬，知龙颜之在田；俯采萌讴，审凤翔之有日。於是杖策河北，投谒壤东，指孟津而载驱，款旌门以长撎。於时太武皇帝发号晋阳，公之戾止，若合符契。以石投水，百中之策无遗；言听计从，千里之胜斯决。爨鼓爰始，莫府初开，引拜大将军府记室，加位正议大夫。掞蔚文房，明孚智幄。皇猷自远，天涣所资。三箧不忘，百函无滞。於时龙庭密迩，马邑未宾，丑类有徒，长氛厌境，群情危骇，物议不同。公与太宗兴言暗合，请率麾下承虚入关，高祖然之，众方佥伏。是日趋驾，畅毂南辕，略野开疆，长驱西向。次贾狐堡，淫潦为灾，外绝盈粮，内无半菽。晧城凭岨，耸堞临云。汤池险固，深隍肆景。人无闘志，议欲退还。公顿首马前，述寒胶之可折；请遵龙战，克倒戈之有期。前箸指陈，沃心方纳。於是霄炊褥食，待旦先登。隋将宋老生背城而阵。流汤巨跃，不救天命之移；亿兆夷人，无当大乱之策。苍难云集，势若霆霓；烂鱼川溃，俄然乱辙。悬门阻发，遂克其城。在此一戎，永清四海。首建长筭，公之力焉。以功拜右光禄大夫，授渭北道行军司马，所奉元帅，即文皇帝焉。於是沉船背河，指甘泉而一息；鸣笳绝渭，入商郊而五申。慰彼息肩，拯其涂炭。骊戎芒贼，舆榇归诚。邑老郊童，壶浆日至。匪朝伊夕，麾下成都；游士行商，军中列肆。咸资智囊之略，叶赞神武之功。引兵廿万，克平天邑。以功进位光禄大夫，封新城县公，寻改为晋昌郡公，食邑二千户。禅代之日，加散骑常侍，位正三品，行中书侍郎，赐以铁券，罪祐一死。图形麟阁，列於佐命。俄而马邑刘武周据有全晋，解人吕崇茂窃邑从之。寇逼三河，蹙国千里，徵发老幼，扫地兴师。大将永安王全军尽陷，公奉使适到，遂同其没。乃察诸贼帅，皆是庸流，唯尉迟敬德识量弘远，说令择主，理会其心。於是独孤怀恩谋以众叛，阴遣间使连结武周，仍伺太宗入城，执以降贼。公於寇狱上书告变，逆谋垂发，元凶伏诛。及武周平，命公为并州道安抚大使，寻拜礼部尚书，赐以怀恩田宅，仍兼天策府长史，加位右光禄大夫，改戎秩为上柱国。若乃引衣蹑足，事均帝者之师；创礼裁仪，方知天子之贵。故能名扬图谶，象绚丹青。岂指晋作三军，先轸膺其上；佐楚称万里，昭阳之柱国，若斯而以哉。寻有魏人刘闼。起军洺、相，扇动山东，跨有河北，公又侍奉文帝，节度众军，一举廓清，九河砥定，仍为幽州道行军总管，兼为定州道安抚大使。除残去蠹，萌庶以康；举善任贤，远迩斯泰。又马邑人高满正，以城附於突厥，命公拥节，申命虏营，舌电飞甘，辞锋纵辩，孤关以之褰祲，雁塞由是肃清。因以境外，便宜置太和等五镇，断凶奴之左臂，树中国之潘拥。寻兼黄门侍郎，余并如故。进封莒国公、食邑三千户，实收共赋六百户。转卫尉卿，寻为遂州都督。既而有隋遗孽，远讬单于，招诱汉人，近萦榆塞，连兵左衽，亟扰爟烽，由是命公喻其君长。於时颉利北遁，种落犹繁，息马休兵，阴图后举。公张旃出境，约使入朝。李靖总戎，闻其驰备，遂便远袭，因破其庭。上又令公追迎颉利，分裂其界，皆为郡国。歼彼旄头，系公是赖。寻转鸿胪卿，迁户部尚书，加位光禄。贞观十有九年，抗表致仕。悬车委组，蹑疏广之遐踪；屏事辞荣，追松子而高蹈。永徽之际，望华国老。皇情乃睠，礼重乞言。咒鲠式陈，尚奉辟雍之会；顺风下问，仍用具茨之典。於是加拜特进，朝於望朔。将谓安车鸠杖，奉朱襄於介丘；霓裳鹤盖，追彭籛於遐代，岂图昊天不憖，大夏摧梁，逝水无追，高堂落镜，以显庆元年十月三日薨於安仁里第，春秋七十八。粤以其年十一月辛酉朔廿四日甲申陪葬於昭陵。冕旒增悕，悼稷臣之日远；废朝流恸，恨舍驾之无追。诏赠开府仪同三司，谥曰襄公，礼也。时移五月，龟策诫期；行背九衢，凤萧遵路。想茔魂之有识，谅怀忠之若素。涉乐水以来朝，谒乔山而展慕。虽人世之方远，庶幽涂之有晤。勒潜壤以流芬，终方舆而永固。铭曰：

尧图渐庆，夏御承宗，降为唐杜，锡壤分封。子高显行，驰名泮雍，幽州树积，爰开上庸。

避地参墟，隆家晋野，世仕云朔，气凌诸夏。附翼苍鹅，总其戎马，寿阳惠政，弦哥奏雅。

抚军昭德，衣锦褰帷，录王丕构，智运天机。道济潜跃，位极丞疑，笃生懿考，挺出人师。

惟公载诞，禀天休爵，外发灵枢，内韬沉略。业优蓬馆，思凝玄阁，光绚蜀龙，响高荀鹤。

否终泰及，晦往明来，赤符道丧，黄星瑞开。驱驾众杰，网结群材，披榛草昧，经济云雷。

世历三朝，官联八座，望华国老，才高王佐。积效山隆，□徽景播，褫章独舞，纵金相贺。

东川电逝，西羲谷沉，青灯孤掩，玄穸幽深。里蒿泉咽，宰木风吟，永辞明世，空扬德音。

## 延伸阅读
[在维基数据编辑]
 《舊唐書·卷58》，出自刘昫《舊唐書》
 《新唐書/卷089》，出自《新唐書》
 在维基共享资源阅览影像